# Birgit Sköldenberg
Birgit Sköldenberg, född 31 oktober 1933, var en svensk läkare inom infektionsvård och en viktig aktör inom utvecklingen av infektionsavdelningar på många kliniker i Stockholm. 

## Biografi
Birgit Sköldenberg var en läkare som bidrog till utvecklingen av infektionskliniker i Sverige. Under sin karriär fokuserade hon på att utveckla och etablera infektionsavdelningar på sjukhus i Stockholm. Hon la särskilt fokus på Karolinska Universitetssjukhuset och Danderyds sjukhus
Under sin tid på Karolinska Universitetssjukhuset, där hon var klinikchef 1985-1995, fortsatte Sköldenberg vara en drivande kraft bakom utvecklingen av infektionssjukvård. Hon etablerade en vård av hög standard med fokus på både patientens behov och bedrivandet av forskning inom området. 